# Koun-Fao
Koun-Fao est une localité située au centre est de la Côte d'Ivoire, dans la région du Gontougo, elle-même située dans le district du Zanzan. La localité de Koun-Fao est un chef-lieu de commune, de sous-préfecture et de département.